# Festival international du film de Toronto 2018
Le Festival international du film de Toronto 2018, 43e édition du festival (43rd annual Toronto International Film Festival ou TIFF), s'est déroulé du 6 au 16 septembre 2018.
Le festival est ouvert par le film américano-britannique Outlaw King de David Mackenzie, alors que le film de clôture est JT LeRoy de Justin Kelly.

## Palmarès
| Prix                                                           | Film                                                        | Réalisateur(s)                   |
| -------------------------------------------------------------- | ----------------------------------------------------------- | -------------------------------- |
| People's Choice Award                                          | Green Book : Sur les routes du sud                          | Peter Farrelly                   |
| People's Choice Award, First Runner Up                         | Si Beale Street pouvait parler (If Beale Street Could Talk) | Barry Jenkins                    |
| People's Choice Award, Second Runner Up                        | Roma                                                        | Alfonso Cuarón                   |
| People's Choice Award: Documentary                             | Free Solo                                                   | E. Chai Vasarhelyi et Jimmy Chin |
| People's Choice Award: Documentary, First Runner Up            | This Changes Everything                                     | Tom Donahue                      |
| People's Choice Award: Documentary, Second Runner Up           | The Biggest Little Farm                                     | John Chester                     |
| People's Choice Award: Midnight Madness                        | Mard Ko Dard Nahi Hota                                      | Vasan Bala                       |
| People's Choice Award: Midnight Madness, First Runner Up       | Halloween                                                   | David Gordon Green               |
| People's Choice Award: Midnight Madness, Second Runner Up      | Assassination Nation                                        | Sam Levinson                     |
| Platform Prize                                                 | Cities of Last Things                                       | Ho Wi Ding                       |
| Platform Prize, Honourable Mention                             | The River                                                   | Emir Baigazin                    |
| Meilleur film canadien                                         | La Disparition des lucioles                                 | Sébastien Pilote                 |
| Meilleur court métrage canadien                                | Brotherhood (Ikhwène)                                       | Meryam Joobeur                   |
| Meilleur court métrage canadien (mention honorable)            | Fauve                                                       | Jérémy Comte                     |
| Meilleur premier film canadien                                 | Roads in February (Les routes en février)                   | Katherine Jerkovic               |
| Prix FIPRESCI Discovery Prize                                  | Float Like a Butterfly                                      | Carmel Winters                   |
| Prix FIPRESCI Discovery Prize, Honourable Mention              | Twin Flower                                                 | Laura Luchetti                   |
| Prix FIPRESCI Special Presentations                            | Skin                                                        | Guy Nattiv                       |
| Prix FIPRESCI Special Presentations (mention honorable)        | L'Homme fidèle                                              | Louis Garrel                     |
| Meilleur court métrage international                           | The Field                                                   | Sandhya Suri                     |
| Meilleur court métrage international (mention honorable)       | Fuck You                                                    | Anette Sidor                     |
| Meilleur court métrage international (mention honorable)       | This Magnificent Cake                                       | Emma de Swaef, Marc James Roels  |
| Prix Netpac « for World or International Asian Film Premiere » | The Third Wife                                              | Ash Mayfair                      |
| Prix Netpac Award (mention honorable)                          | The Crossing                                                | Bai Xue                          |
| Prix Eurimages Audentia de la meilleure réalisatrice           | Fig Tree                                                    | Alamork Davidian                 |
| Prix Eurimages Audentia (mention honorable)                    | Phoenix                                                     | Camilla Strøm Henriksen          |

## Jurys

### Platform Jury
- Lee Chang-dong[1]
- Béla Tarr[1]
- Margarethe von Trotta[1]

## Sélection

### Gala Presentations
- My Beautiful Boy de Felix Van Groeningen
- Everybody Knows (Todos Lo Saben) d'Asghar Farhadi
- First Man : Le Premier Homme sur la Lune (First Man) de Damien Chazelle
- Galveston de Mélanie Laurent
- Green Book : Sur les routes du Sud (Green Book) de Peter Farrelly
- The Hate U Give de George Tillman Jr.
- Hidden Man de Jiang Wen
- High Life de Claire Denis
- Manmarziyaan d'Anurag Kashyap
- J.T. LeRoy de Justin Kelly
- The Kindergarten Teacher de Sara Colangelo
- The Land of Steady Habits de Nicole Holofcener
- The Lie de Veena Sud
- Seule la vie... (Life Itself) de Dan Fogelman
- Outlaw King de David Mackenzie
- The Public d'Emilio Estevez
- Red Joan de Trevor Nunn
- Shadow (影, Yǐng) de Zhang Yimou
- A Star Is Born de Bradley Cooper
- What They Had d'Elizabeth Chomko
- Les Veuves (Widows) de Steve McQueen

### Special Presentations
- 22 July de Paul Greengrass
- American Woman de Jake Scott
- Anthropocene de Jennifer Baichwal, Nicholas de Pencier and Edward Burtynsky
- Baby by Liu Jie
- Ben is Back de Peter Hedges
- Boy Erased de Joel Edgerton
- Burning (버닝) de Lee Chang-dong
- Can You Ever Forgive Me? de Marielle Heller
- Capharnaüm de Nadine Labaki
- Cold War de Paweł Pawlikowski
- Colette de Wash Westmoreland
- Ma vie avec John F. Donovan (The Death and Life of John F. Donovan) de Xavier Dolan
- Dogman de Matteo Garrone
- Driven de Nick Hamm
- Duelles d'Olivier Masset-Depasse
- L'Homme fidèle de Louis Garrel
- La Chute de l'empire américain de Denys Arcand
- The Front Runner de Jason Reitman
- Giant Little Ones de Keith Behrman
- Les Filles du soleil d'Eva Husson
- Gloria Bell de Sebastián Lelio
- The Grizzlies de Miranda de Pencier
- Aucun homme ni dieu (Hold the Dark) de Jeremy Saulnier
- Hotel Mumbai d'Anthony Maras
- The Hummingbird Project de Kim Nguyen
- Si Beale Street pouvait parler (If Beale Street Could Talk) de Barry Jenkins
- Kursk de Thomas Vinterberg
- Legend of the Demon Cat (妖猫传 Yāo Māo Zhuàn) (version director's cut) de Chen Kaige
- Manto de Nandita Das
- Maya de Mia Hansen-Løve
- 90's (Mid90s) de Jonah Hill
- A Million Little Pieces de Sam Taylor-Johnson
- Monsters and Men de Reinaldo Marcus Green
- Mouthpiece de Patricia Rozema
- Werk ohne Autor de Florian Henckel von Donnersmarck
- Doubles vies d'Olivier Assayas
- The Old Man and The Gun de David Lowery
- Papi Chulo de John Butler
- La quietud de Pablo Trapero
- Roma d'Alfonso Cuarón
- Une affaire de famille (万引き家族 Manbiki kazoku) de Hirokazu Kore-eda
- Les Frères Sisters (The Sisters Brothers) de Jacques Audiard
- Skin de Guy Nattiv
- Sunset (Napszállta ) de László Nemes
- Teen Spirit de Max Minghella
- Tell It to the Bees d'Annabel Jankel
- Through Black Spruce de Don McKellar
- Viper Club de Maryam Keshavarz
- Vision de Naomi Kawase
- Vita and Virginia de Chanya Button
- The Wedding Guest de Michael Winterbottom
- The Weekend de Stella Meghie
- Where Hands Touch d'Amma Asante
- Undercover - Une histoire vraie (White Boy Rick) de Yann Demange
- Wildlife : Une saison ardente (Wildlife) de Paul Dano
- Wild Rose de Tom Harper

### Special event
- Sharkwater Extinction de Rob Stewart

### Midnight Madness
- Assassination Nation de Sam Levinson
- Climax de Gaspar Noé
- Diamantino de Gabriel Abrantes et Daniel Schmidt
- Halloween de David Gordon Green
- In Fabric de Peter Strickland
- Nekrotronic de Kiah Roache-Turner
- The Man Who Feels No Pain de Vasan Bala
- The Predator de Shane Black
- The Standoff at Sparrow Creek de Henry Dunham
- The Wind d'Emma Tammi

### Masters
- Trois visages de Jafar Panahi
- Les Éternels de Jia Zhangke
- Vent divin de Merzak Allouache
- Hotel by the River de Hong Sang-soo
- Killing de Shin'ya Tsukamoto
- Silvio et les Autres (Loro) de Paolo Sorrentino
- Nuestro Tiempo de Carlos Reygadas
- Peterloo de Mike Leigh
- Le Livre d'image de Jean-Luc Godard
- Le Poirier sauvage de Nuri Bilge Ceylan
- Transit de Christian Petzold

### Platform
- Angelo de Markus Schleinzer
- Cities of Last Things de Ho Wi-ding
- Destroyer de Karyn Kusama
- Donnybrook de Tim Sutton
- Her Smell de Alex Ross Perry
- Jessica Forever de Caroline Poggi et Jonathan Vinel
- Mademoiselle de Joncquières d'Emmanuel Mouret
- Out of Blue de Carol Morley
- Rojo de Benjamin Naishtat
- The Good Girls de Alejandra Márquez Abella
- The Innocent de Simon Jaquemet
- The River d'Emir Baigazin

### Contemporary World Cinema
- Peu m'importe si l'Histoire nous considère comme des barbares de Radu Jude
- Angel de Koen Mortier
- Asako I & II (Netemo Sametemo) de Ryusuke Hamaguchi
- Before the Frost de Michael Noer
- Belmonte de Federico Veiroj
- Les Oiseaux de passage de Cristina Gallego et Ciro Guerra
- Black 47 de Lance Daly
- Border d'Ali Abbasi
- Bulbul Can Sing de Rima Das
- Le Cœur du monde de Natalia Mechtchaninova
- Donbass de Sergei Loznitsa
- L'Ange (El Ángel) de Luis Ortega
- EXT. Night d'Ahmad Abdalla
- Falls Around Her de Darlene Naponse
- Sueño Florianópolis d'Ana Katz
- Jinpa de Pema Tseden
- Kingsway de Bruce Sweeney
- Les Salopes or the Naturally Wanton Pleasure of Skin de Renée Beaulieu
- Let Me Fall de Baldvin Z
- Look at Me de Nejib Belkadhi
- Minuscule - Mandibles From Far Away de Thomas Szabo et Hélène Giraud
- Museo d'Alonso Ruizpalacios
- One Last Deal de Klaus Härö
- Quién te cantará de Carlos Vermut
- Redemption de Boaz Yehonatan Yacov et Joseph Madmony
- Retrospekt d'Esther Rots
- Roads in February de Katherine Jerkovic
- Rosie de Paddy Breathnach
- Sew the Winter to my Skin de Jahmil X.T. Qubeka
- Sibel de Çagla Zencirci et Guillaume Giovanetti
- Splinters de Thom Fitzgerald
- Stupid Young Heart de Selma Vilhunen
- Styx de Wolfgang Fischer
- That Time of Year de Paprika Steen
- The Accused de Gonzalo Tobal
- Le Cahier noir de Valeria Sarmiento
- The Dive de Yona Rozenkier
- Factory de Yury Bykov
- La Disparition des lucioles de Sébastien Pilote
- The Great Darkened Days de Maxime Giroux
- The Most Beautiful Couple de Sven Taddicken
- The Other Story d'Avi Nesher
- El reino de Rodrigo Sorogoyen
- The Sweet Requiem de Ritu Sarin et Tenzing Sonam
- The Vice of Hope d'Edoardo De Angelis
- Ulysse et Mona de Sébastien Betbeder
- Winter Flies d'Olmo Omerzu
- Working Woman de Michal Aviad

### TIFF Docs
- American Dharma d'Errol Morris
- Angels Are Made Of Light de James Longley
- Carmine Street Guitars de Ron Mann
- Divide and Conquer: The Story of Roger Ailes d'Alexis Bloom
- Fahrenheit 9/11 de Michael Moore
- Free Solo de E. Chai Vasarhelyi et Jimmy Chin
- Freedom Fields de Naziha Arebi
- Ghost Fleet de Shannon Service et Jeffrey Waldron
- Les tombeaux sans noms de Rithy Panh
- Heartbound de Janus Metz et Sine Plambech
- Maiden d'Alex Holmes
- The Standoff at Sparrow Creek de Tom Volf
- Meeting Gorbachev de Werner Herzog et André Singer
- Monrovia, Indiana de Frederick Wiseman
- Prosecuting Evil: The Extraordinary World of Ben Ferencz de Barry Avrich
- Putin's Witnesses de Vitali Manski
- Quincy de Rashida Jones et Alan Hicks
- Reason d'Anand Patwardhan
- Screwball de Billy Corben
- Searching for Ingmar Bergman de Margarethe von Trotta
- The Biggest Little Farm de John Chester
- The Elephant Queen de Victoria Stone et Mark Deeble
- The Truth About Killer Robots de Maxim Pozdorovkin
- This Changes Everything de Tom Donahue
- Walking on Water de Andreï Paounov
- What is Democracy? de Astra Taylor
- When Arabs Danced de Jawad Rhalib
- Women Make Film: A New Road Movie Through Cinema de Mark Cousins